# برايان غول
برايان غول (بالإنجليزية: Bryan Gaul)‏ (10 أغسطس 1989 بنابرفيل في الولايات المتحدة - ) هو لاعب كرة قدم أمريكي في مركز الوسط. لعب مع لوس أنجلوس غلاكسي ونادي شمال كارولاينا ونادي سانت لويس وBahlinger SC ‏ وGPS Portland Phoenix ‏ وFort Lauderdale Strikers (2006–2016) ‏.

## روابط خارجية
- برايان غول على موقع الدوري الأمريكي (الإنجليزية)
- برايان غول على موقع قاعدة بيانات كرة القدم.إي يو (الإنجليزية)
- برايان غول على موقع Soccerway.com (الإنجليزية)
- برايان غول على موقع عالم كرة القدم.نت (الإنجليزية)